# Feel Happy
『Feel Happy』（フィール・ハッピー）は、1978年2月25日にリリースされた、原田真二の1枚目のオリジナル・アルバムである。

## 概要
- 帯コピー：トリプルデビューで、今や完全に ”新しい世代のヒーロー” にのし上がった原田真二待望のオリジナル・ファースト・アルバム。
- デビュー曲「てぃーんず ぶるーす」から「キャンディ」「シャドー・ボクサー」と1か月ごとにシングルを発売し、3曲同時にオリコンベスト20にランクインさせる前代未聞のトリプルデビューを成功させた原田真二が満を持して投入した最初のアルバムである。
- 当時では類をみないオリコンアルバムチャート初登場1位（4週連続1位）を獲得。シンガーソングライター、アーティストでは、10代（19歳3か月）でファーストアルバム1位を獲得した男性ソロシンガーは、原田真二しかいない（女性ソロでは宇多田ヒカル（『First Love』）のみ[1]）。
- プロデューサーは吉田拓郎・原田真二。また自身がすべての作曲を行った。アレンジはデビューシングルA・B面の2曲（B-2・4）が鈴木茂。それを除くと「プラスティックドール」以外のすべての曲を原田が担当（ストリングスアレンジは主に瀬尾一三、「キャンディ」は阿部雅士、「風をつかまえて」は原田真二）。作詞に松本隆、他、吉田&大里の人脈から選りすぐりのミュージシャンを集め新人原田真二をサポート。
- シングル以外のレコーディングはデビュー間もない1977年の冬に行われた。レコーディングが行われたスタジオのひとつ、南箱根のRockwellは、現在原田所有のプライベートスタジオ（Studio Modern Vision）となっている。

### 制作エピソード
- このファーストアルバムに収録されている曲群は、デビュー前に書き溜めていたもので、原田自身の書いた原詩が存在していたものが多かった。ただテーマが「人類愛」であるとか、若さにそぐわぬものであったため、作詞を担当した松本隆は「まだ若いんだし、ストレートにいくよりも、同年代の人にもわかりやすいように置き換えて、自分が傷つきながら、のたうちまわったほうがいい」ということで歌詞が仕上げられていった。しかし原田自身も音楽で一貫した伝えたいテーマ、メッセージを持っていたことから、ディスカッションのもとに進行していったという[2]。
- いちエピソードとして、「Sports」の歌詞において、原田の書いた原詩と、仕上がってきた歌詞のイメージにギャップがあったらしく、松本に制作の意図を確かめた。松本は「若さを表現する時、人はとかく形容詞を用いるが、僕は若さを動詞の青春として表現したかった」と説明し原田も納得した。「黙示録」という曲は、松本から見た、原田真二の等身大のメーッセージソングということだった[2]。
- ラジオ「小室等の音楽夜話」では、原田作詞によるストリングスぬきのネイキッドバージョンの「Sports」と「風をつかまえて（原題/LIVING ?）」（いずれも英語詞）の音源も紹介されている。
- アルバムのレコーディングは最高の環境で自由にやらせてもらったと語る原田。THE ALFEEの坂崎幸之助は、吉田拓郎プロデュースのアルバムで唯一 "拓郎色" がでていないアルバムと話している[3] 。
- 今でこそトレードマークとなっている、ピアノのケーキの前でタキシードを着て微笑むアルバムジャケットは、当時は大変抵抗があったと話している。

### 原田真二創作ノート（明星1978年4月号付録より）
- ビギニング： このアルバムの巻頭の曲だが、インストルメンタルで、歌詞はない。好みのイメージを荘厳に表現してみたかった。
- カーテンライズ： ボクもこれからがスタート。男女の愛のスタートにむすびつけて作ってみた。
- スポーツ： ステージでこの曲を演奏するたびに、汗をびしょびしょにかいて、まるでスポーツのあとのよう。それでこのタイトルにした。
- プラスティック・ドール： 男女関係のひややかな部分を、プラスティックの人形にたとえ、せつなく歌ってみた。
- グッドラック： アメリカ・ニューヨークの大都会をバックに、コンクリート色の恋を歌った。
- 風をつかまえて： 映画音楽のタイトルを想定して書いてみた曲。背景はヨーロッパの朝という雰囲気で書いてみた。
- ハイウェイ909： アメリカ・ウエスト・コーストのハイウェイを、カー・ラジオといっしょに歌いながら、ハッピーなドライブを楽しんでいる雰囲気で書いてみた。
- エンジェル・フィッシュ： エンジェル・フィッシュみたいな彼女をつかまえられないむなしさを、16ビートにのせてリズミカルな歌にした。
- 黙示録： バイブルの黙示録からとった。とても気に入っている曲で、ボク自身としては、今世紀最大の名曲だと思っている。

## 収録曲

### SIDE A
1. ビギニング　（Beginning） 　　（1’08”）
  - 作曲・編曲：原田真二
2. Curtain Rise　　　（5’27”） 
  - 作詞：松本隆／作曲：原田真二／編曲：原田真二・瀬尾一三 　　※英詞：Louie西島
3. Sports　　　（4’43”） 
  - 作詞：松本隆／作曲・編曲：原田真二
4. キャンディ　　　（3’42”） 
  - 作詞：松本隆／作曲：原田真二／編曲：原田真二・阿部雅士
5. Plastic Doll　　　（4’24”）
  - 作詞：松本隆／作曲：原田真二／編曲：瀬尾一三
6. Good Luck　　　（4’24”） 
  - 作詞：松本隆／作曲・編曲：原田真二

### SIDE B
1. 風をつかまえて　（Catch The Wind）　　（4’11”）
  - 作詞：松本隆／作曲・編曲：原田真二
2. てぃーんず ぶるーす　　（3’45”）
  - 作詞：松本隆／作曲：原田真二／編曲：鈴木茂・瀬尾一三
3. High-Way 909　　　（5’10”） 
  - 作詞：松本隆／作曲・編曲：原田真二　　※英詞:Louie西島
4. ANGEL FISH　　　（4’15”）
  - 作詞：松本隆／作曲：原田真二／編曲：鈴木茂・瀬尾一三
5. 黙示録　（The Revelation）　　　（4’35”）
  - 作詞：松本隆／作曲：原田真二／編曲：原田真二・瀬尾一三

## ミュージシャン
1. ビギニング
  - Polyphonic Synthesizer CS-80 ・E．Guitar ・Tubular-Bell： 原田真二
2. カーテンライズ
  - Piano ・Chorus： 原田真二／Drums： 古田たかし／Fretless Bass： デイブ伊藤／A．Guitar： 池田雅彦／E．Slide Guitar： 矢島賢
  - French Horn： K．Yamaguchi ・H．Shimodate／Strings： Tomato／Chorus： T．Kimoto ・Y．Kojima
3. スポーツ
  - Piano： 原田真二／Drums： 古田たかし／Bass： デイブ伊藤／E．Guitar： 青山徹／Horns： Horn Spectrum (中村哲 ・新田一郎 ・兼崎順一)
4. キャンディ
  - Cembalo ・Baking Vocal： 原田真二／Drums： 古田たかし／Fretless Bass：デイブ伊藤／E．Guitar： 南沢和彦／A．Guitar： 池田雅彦／Strings： Tomato Quartet
5. プラスティック・ドール
  - Piano ・Clavinette： 原田真二／Drums： 林立夫／Bass： 後藤次利／E．Guitar： 矢島賢／Percussion： 浜口茂外也／Strings： Tomato
6. グッドラック
  - Piano ・Synthesizer ・Solina： 原田真二／Drums： 古田たかし／Fretless Bass：デイブ伊藤／E．Guitar： 南沢和彦／Horns： Horn Spectrum (中村哲 ・新田一郎 ・兼崎順一)
7. 風をつかまえて
  - Piano ・Tubular-Bell ・Backing Vocal： 原田真二／Drums ・Percussion： 古田たかし／Bass： デイブ伊藤／E．Guitar： 南沢和彦／Backing Vocal： Michel ・Akemi／Strings： Tomato
8. ていーんず ぶるーす
  - Piano ・Melotrone ・Synthesizer ・Backing Vocal： 原田真二／Drums： 林立夫／Bass： 後藤次利／E．Guitar： 鈴木茂
  - A．Guitar ・12Strings Guitar： 笛吹利明／E．Piano： 佐藤準／Percussion： 斉藤ノブ／Strings： Tomato
9. ハイウェイ909
  - Piano ・Melotrone ・Backing Vocal： 原田真二／Drums： 島村英二／Bass： 河合徹三／E．Slide Guitar：増田俊郎 ／A．Guitar： 吉川忠英
  - Accordion： H．Yamada／Beautiful Noise： Louie ・Blue Field ・Shin ・Masa／Stupid”Rushy”Dog： R．Ishizuka／Backing Vocal： T．Kimoto ・Y．Kojima
10. エンジェル・フィッシュ
  - E．Piano ・Synthesizer ・Backing Vocal： 原田真二／Drums： 林立夫／Bass： 後藤次利／E．Guitar： 鈴木茂／A．Guitar： 笛吹利明
  - Clavinette： 佐藤準／Backing Vocal： 南沢和彦／Horns： First music Group／Strings： Tomato
11. 黙示録
  - A．Guitar ・Timpani： 原田真二／French Horn： K．Yamaguchi／Strings： Tomato

## リマスタリング再発盤
- 2007年　Feel Happy 2007〜Debut 30th Anniversary〜